# 이성수 (1949년)
이성수(李聖秀, 1949년 5월 15일, 대구광역시 ~ )은 대한민국의 제1·2·3·6대 대구광역시의원이었다.

## 학력
- 1956 삼덕국민학교(전학) → ~ 1964 청하국민학교 졸업
- 1964 ~ 1967 청하중학교 졸업
- 1967 ~ 1970 포항고등학교 졸업
- 1970 ~ 1972 대구교육대학교 졸업

## 경력
- 1970.03 ~ 1973.02 포항냉수초등학교 교사
- 1973.03 ~ 1975.02 구룡포초등학교 교사
- 1975.03 ~ 1976.07 대구오성고등학교 교사
- 1975.03 ~ 1976.07 대구오성중학교 교사
- 1976.07 ~ 1979.02 대구정화여자중학교 교사
- 1976.07 ~ 1979.02 정화여자고등학교 교사
- 1979.03 대구광역시빙상경기연맹 전무이사
- 1979.03 대구광역시빙상경기연맹 실무부회장
- 1983.03 대구수성초등학교 육성회장
- 1986.03 주식회사 스포츠프라자 대표이사
- 1986.07 법무부 대구소년감별소 독지방문 위원
- 1988.03 대구정화여자중학교 육성회장
- 1988.03 한국청년지도연합회 수성구지회장
- 1988.03 민주정의당 대구시당 수성구 을 지구당 청년위원장
- 1990.03 대구직할시 교육위원회 교육 홍보위원
- 1990.09 대구교육대학교 체육과 동창회 회장
- 1991.06 국제라이온스협회 대구 무도클럽 회장
- 1991.07 ~ 1995.06 제1대 대구직할시의회 의원
- 1991.09 대구지역사회개발연구회 대표위원
- 1992.03 생활체육협의회 대구직할시 수성구협의회 회장
- 1992.03 국민생활체육 대구직할시 테니스협회 회장
- 1993.04 대구직할시 패션협동조합 자문위원
- 1993.05 국민의 소리 듣는 곳 "행정민원" 상담위원
- 1993.07 ~ 1995.06 제1대 대구직할시의회 후반기 예산결산위원회 위원장
- 1993.07 ~ 1995.06 제1대 대구직할시의회 후반기 운영위원회 간사
- 1993.07 ~ 1995.06 제1대 대구직할시의회 후반기 내무위원회 간사
- 1993.07 ~ 1995.06 제1대 대구직할시의회 후반기 건설위원회 간사
- 1993.07 ~ 1995.06 제1대 대구직할시의회 후반기 문교사회위원회 간사
- 1994.03 사단법인 대한노인회 자문위원
- 1994.03 대구직할시 무역회관 건립 추진위원회 추진위원
- 1994.12 대구직할시 사회복지협이회 자문위원
- 1995.07 ~ 1998.06 제2대 대구광역시의회 의원
- 1995.11 대구광역시의회 신한국당 의원 협의회 회장
- 1996.03 학교법인 정화여중·고등학교 재단이사
- 1996.04 제15대 총선 신한국당 대구광역시 선거대책위원회 대변인
- 1997.12 제15대 대통령 선거 한나라당 대구광역시 선거대책위원회 유세대책위원장
- 1998.07 ~ 2002.06 제3대 대구광역시의회 의원
- 1998.07 ~ 2000.07 제3대 대구광역시의회 전반기 의장
- 1998.08 민주평화통일자문회의 전국운영위원
- 1998.10 대구광역시 공동모금회 고문
- 1998.10 국채보상운동 기념사업회 공동의장
- 1998.11 대구사랑운동 시민회의 상임고문
- 1998.12 대구·경북 지방자치학회 고문
- 1999.03 대구지하철 대책범시민추진위원회 상임공동의장
- 1999.04 백범기념관 건립추진위원회 위원
- 1999.11 ~ 2001 대구대학교 겸임교수
- 2000.01 대구하계 유니버시아드대회 조직위원회 위원
- 2000.01 대구·경북 항일독립운동기념탑건립 자문위원
- 2000.03 제16대 총선 한나라당 대구광역시 선거대책위원회 총괄본부장
- 2000.04 한나라당 대구광역시지부 수석부위원장
- 2000.06 국제와이즈맨 대구오메가클럽 회장
- 2000.08 ~ 2003 경산대학교 겸임교수
- 2000.09 대구교육포럼 공동대표
- 2000.09 대구 U대회 시민위원회 공동대표
- 2002.06 제3회 지방선거 한나라당 대구광역시지부 부위원장
- 2002.06 제3회 지방선거 한나라당 대구광역시지부 수석부본부장
- 2002.12 제16대 대통령 선거 한나라당 대구광역시지부 수석부본부장
- 2005.07 평화연합 대구지도자 협의회 공동대표
- 2005.09 사회복지법인 대구곰두리 자원봉사 연합고문
- 2005.10 한나라당 중앙위원회 대구광역시 연합회장
- 2009 대구향토시민대학원 이사장
- 2011.05 CNG 그린코아(주) 대표이사
- 2011.10 ~ 2014.05 제6대 대구광역시의회 의원
- 2011.11 ~ 2012.07 제6대 대구광역시의회 전반기 문화복지위원회 위원
- 2012.12 ~ 2014.05 제6대 대구광역시의회 후반기 윤리위원회 위원장
- 2012.12 제18대 대통령 선거 대구선거대책위원회 지역발전부위원장
- 2014.01 한국환경NGO협의회 감시단 상임고문
- 2016.01.27 국민의당 입당

## 수상
- 2009 대구광역시 생활체육대상

## 저서
- 2001 한걸음 한걸음 또 한걸음
- 2001 李聖秀 연설 모음집 달구벌 메아리
- 2001 역사 속 인물 탐구 歷史는 사람이 만든다

## 역대 선거 결과
|  | 41.3% |

|  | 33.63% |

|  | 66.48% |

|  | 20.00% |

|  | 31.57% |

|  | 19.21% |

|  | 27.19% |

## 참고 자료
- 블로그